# Минское княжество
Минское княжество — удельное княжество с центром в городе Минск (Минеск), существовавшее с 1101 года до начала XIV века.

## История
В 1101 году при разделе владений полоцкого князя Всеслава Брячиславича между сыновьями единое Полоцкое княжество было разделено на 6 или 7 уделов. Одним из таких уделов стало Минское княжество, доставшееся Глебу Всеславичу. Княжество занимало территорию в бассейнах рек Свислочь, Друть и Березина, первоначально в его состав кроме Минска входили также Борисов и Логожск, позже ставшие, в свою очередь, центрами удельных княжеств, а также ряд других городов. Также, по мнению некоторых исследователей, в состав княжества некоторое время входили Друцк и Изяславль.
Во время правления Глеба Всеславича, который старался расширить княжество за счёт владений братьев, княжество несколько раз переживало разорительные походы, а в 1119 году великий князь Киевский Владимир Мономах пленил Глеба, который вскоре после этого умер. Кому достался удел после этого, неизвестно.
В последующие годы упоминания о княжестве довольно отрывочные. В 1146 году в Минске сел сын Глеба, Ростислав Глебович. Ростиславу и его преемникам пришлось вести во второй половине XII века борьбу против Друцких и Витебских князей. После того как в 1164 году Володарь Глебович разбил с помощью литовцев полоцкого князя Рогволода Борисовича, он укрепил независимость Минского княжества от Полоцка.
Во второй половине XIII веке в Минском княжестве начало усиливаться влияние литовских князей, в результате чего минские князья фактически стали вассалами Великого княжества Литовского.
Последним минским князем упоминается в 1326 году Василий, точное происхождение которого не установлено.
В 1413 году княжество стало частью Трокского воеводства. В 1566 году в результате административной реформы было образовано отдельное Минское воеводство.

## Князья Минские
- 1101—1119: Глеб Всеславич (ум. 1119)
- 1146—1151: Ростислав Глебович (ум. ок. 1165), князь Минский 1146—1151, 1159—1165, князь Полоцкий 1151—1159, сын предыдущего
- 1151—1159: Володарь Глебович (ум. после 1167), князь Городненский 1146—1167(?), князь Минский 1151—1159, 1165(?) — 1167, князь Полоцкий 1167
- 1159—1165: Ростислав Глебович (вторично)
- 1165—1167: Володарь Глебович (вторично)
- 1180-е: Владимир Володаревич (ум. после 1182), сын предыдущего
- 1320-е: Василий (ум. не ранее 1326)[4]
- 1326: Фёдор Святославич (ум. после 1326)